# Aeroportul Drummond Island
Aeroportul Drummond Island (IATA: DRE, ICAO: KDRM, FAA LID: DRM) este un aeroport din Michigan, Statele Unite ale Americii ce deservește zona Drummond Township⁠(d).
Situat la o altitudine de 204 m, aeroportul dispune de 2 piste.

## Infrastructură

### Piste
Aeroportul dispune de 2 piste. Pista 08/26 are suprafața de asfalt și dimensiunile 4.000 picioare × 75 picioare. Pista 01/19 are suprafața de Iarbă și dimensiunile 2.500 picioare × 150 picioare. 